# 솔섬 (사천시)
솔섬(악도)은 경상남도 사천시 신수동에 있는 섬이다. 특정도서로 지정하여 관리되고 있다.

## 특정도서
솔섬(악도)은 파식대, 해식애와 타포니가 발달하였으며, 병아리난초군락이 서식하고 있어 독도 등 도서지역의 생태계보전에 관한 특별법에 의거 특정도서로 지정되었다.
- 지정번호 : 제118호
- 면적 : 1,091m2
- 지번 : 경상남도 사천시 신수동 산56